# Birkebeiner

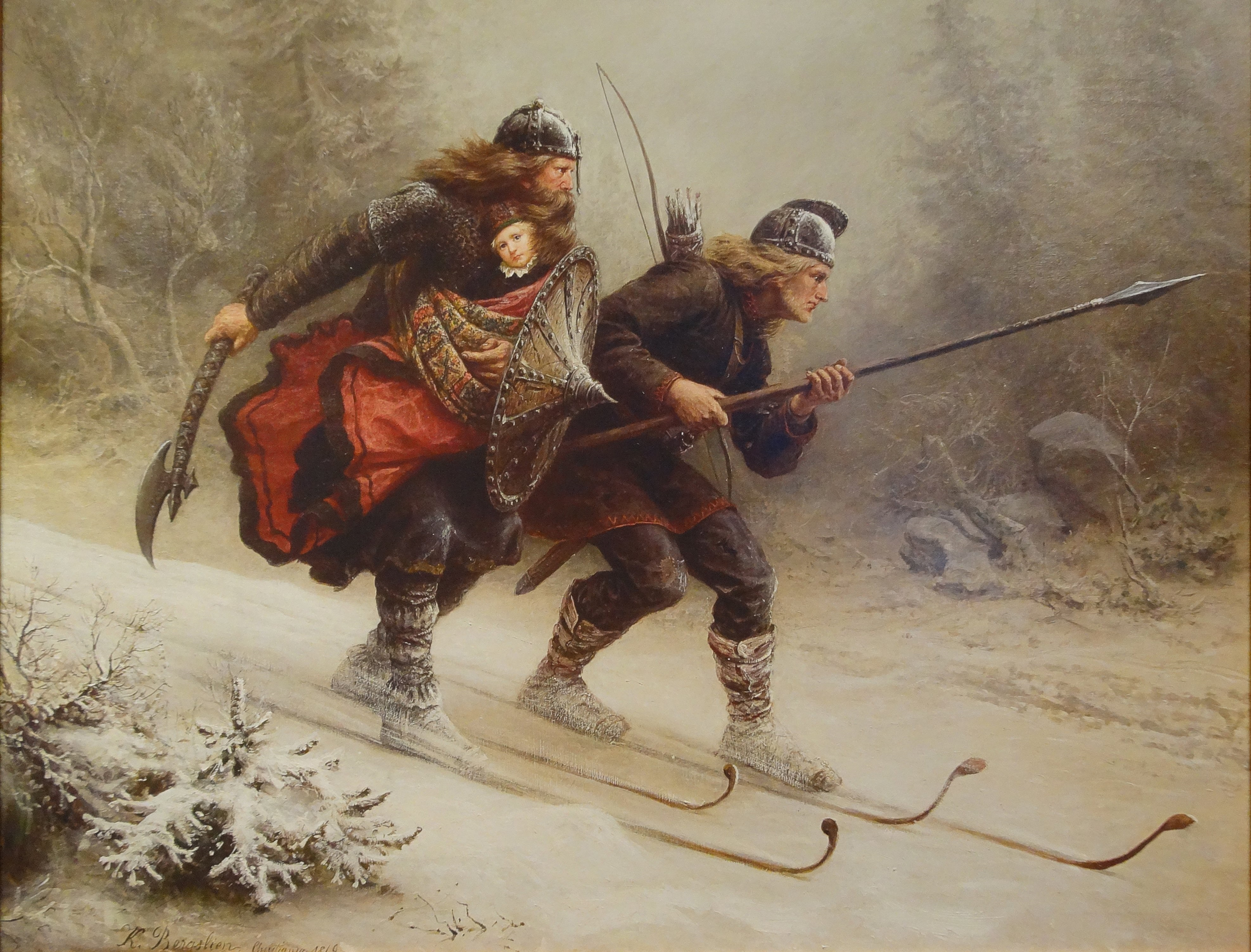
Los birkebeiner salvan al hijo del rey. Óleo de Knud Bergslien (1869).

Los birkebeiner fueron una agrupación político-armada en Noruega entre 1174 y 1218, durante el período conocido como las guerras civiles noruegas. En sus orígenes, fueron un grupo rebelde marginal que se levantó en armas contra el reinado de Magnus V y el padre de este, Erling Skakke. Alcanzaron el trono en 1184 y desde entonces serían el grupo más poderoso del país, hasta que su rey Haakon IV fue reconocido por los bagler, la principal facción opuesta.

## Etimología
El nombre era al principio un calificativo despectivo que les impusieron los seguidores de Magnus V, y significa ‘piernas de abedul’. Se decía que la mayor parte de los rebeldes birkebeiner eran tan pobres que, a falta de calzado, se enrollaban tiras de corteza de abedul alrededor de pies y piernas. Con el tiempo, el nombre se convirtió en el distintivo de los miembros del grupo y fue empleado por estos mismos.